# Hans Schleiter

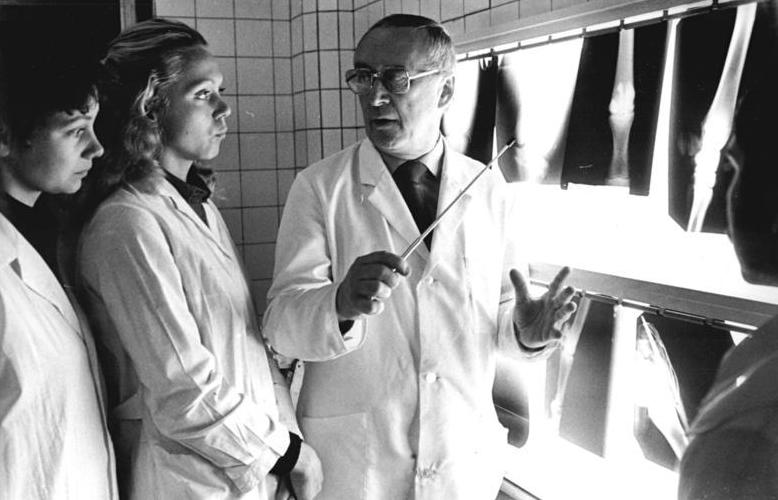
Prof. Schleiter 1983 bei der Erläuterung von Röntgenbildern

Hans Schleiter (* 4. September 1920 in Zürich; † 30. November 2016) war ein deutscher Tiermediziner und Hochschullehrer.

## Leben und Wirken
Nach dem Schulbesuch studierte er Veterinärmedizin und promovierte 1947 an der Universität Leipzig zum Dr. med. vet. Das Thema seiner Dissertation lautete Tricen Vet. als Lentinersatz bei der Kolikbehandlung der Pferde. Am 15. Dezember 1950 habilitierte er im Bereich Tierchirurgie an der gleichen Universität mit der Habilschrift Die Laparotomie bei der Kolikbehandlung des Pferdes. Ab 1949 war er Dozent für Tierchirurgie an der Veterinärmedizinischen Fakultät der Universität Leipzig. 1952 erfolgte seine Ernennung zum Professor mit Lehrauftrag für Hufbeschlag- und Beschirrungskunde an der gleichen Fakultät. 1954 erhielt er den vollen Lehrauftrag und von 1956 bis 1968 den Lehrstuhl für Veterinärchirurgie an der Veterinärmedizinischen Fakultät der Karl-Marx-Universität Leipzig. Danach war er ordentlicher Professor für Veterinärchirurgie an der Sektion Tierproduktion und Veterinärmedizin der Karl-Marx-Universität Leipzig. 1986 wurde er emeritiert.
Schleiter war spezialisiert auf Tierchirurgie und publizierte mehrfach darüber.
Er war Ehrenpräsident des Freundeskreises Tiermedizin der Veterinärmedizinischen Fakultät Leipzig e. V.

## Schriften (Auswahl)
- Tricen Vet. als Lentinersatz bei der Kolikbehandlung der Pferde. o. O., o. J. [1947]
- Die Laparotomie bei der Kolikbehandlung des Pferdes. Leipzig 1949.
- Klauenpflege beim Rind. Leitfaden für Klauenpfleger und Landwirte. Leipzig 1953.
- Übungen am Huf. Leipzig 1959.
- Klauenpflege bei Haustieren. 2. Aufl. Leipzig 1963.